# Ananteris surinamensis
Espèce
Ananteris surinamensis est une espèce de scorpions de la famille des Ananteridae.

## Distribution
Cette espèce est endémique du Suriname. Elle se rencontre vers les monts Tumuc-Humac.

## Description
La femelle holotype mesure 18,8 mm.

## Systématique et taxinomie
Cette espèce a été décrite par Lourenço en 2012.

## Étymologie
Son nom d'espèce, composé de surinam[e] et du suffixe latin -ensis, « qui vit dans, qui habite », lui a été donné en référence au lieu de sa découverte, le Suriname.

## Publication originale
- Lourenço, 2012 : « The genus Ananteris Thorell, 1891 (Scorpiones, Buthidae) in Guyanas region, with a description of a new species from Suriname. » Entomologische Mitteilungen aus dem Zoologischen Museum Hamburg, vol. 16, no 188, p. 41-47 (texte intégral).